# 호프 (2019년 영화)
《호프》(영어: Hope)는 2019년 11월에 개봉한 노르웨이, 스웨덴의 로맨스, 드라마 영화이다. 마리아 소달이 감독과 각본을 맡았다. 노르웨이에서는 2019년 11월 22일에, 네덜란드에서는 2020년 10월 29일에, 대한민국에서는 2020년 12월 17일에 개봉되었다.

## 줄거리
성공한 감독이였고 폐암을 극복하고 다시금 멋지게 복귀한 안야는 결혼식은 하지 않았지만 토마스와 함께 동거하고 아이를 낳아 기른 엄마이다. 그러나 두통이 심해지고 크리스마스 이틀 전에 폐암이 전이된 뇌종양으로 치료가 불가능하다는 시한부 선고를 받게 되고 이를 숨기고 크리스마스 기간을 보내려고 하지만 지친 안야는 크리스마스 파티를 끝내고 가족회의를 소집해서 자신의 병에 대한 알리고 마지막으로 새해를 보내고 수술을 받기로 하는데...

## 출연진

### 주연
- 안드레아 베인 호픽 - 안야 역
- 스텔란 스카르스고르드 - 토마스 역

### 조연
- 엘리 리아논 뮐러 오스본 - 줄리 역
- 요하네스 조너 - 프란스 역
- 알렉산더 뫼르크 에이뎀 - 아서 역
- 지에르트루드 L. 진게 - 베라 역
- 스테이너 클라우만 핼러트 - 사이먼 역